# Marcel Lutz
Pour les articles homonymes, voir Lutz.
Marcel Lutz est un archéologue mosellan né à Metz le 7 avril 1908 et décédé à Sarrebourg le 8 juillet 2000.

## Biographie
Après des études de droit, il reprend d'abord l'entreprise familiale de chaussure à Sarrebourg.
Passionné d'archéologie depuis un très jeune âge, il participe à ses premières fouilles dans les années 1930. Il travaillera pour l'Allemagne, à partir de 1941, sur plusieurs fouilles, et notamment les fouilles de la villa gallo-romaine de Saint-Ulrich à Dolving.
Il s'initie à la céramologie avec Emile Delort, il est reconnu pour son travail sur les céramiques sigillées et rentre au CNRS en 1962.
Il devient conservateur du Musée du pays de Sarrebourg, par interim en 1941, et il y restera jusqu'en 1978.
Il mena aussi des fouilles à Berthelming (villa gallo-romaine) et à Mittelbronn (atelier de potier).